# Eklipse (Virologie)
Eklipse (von altgriechisch ἔκλειψις ekleipsis „Ausbleiben, Wegfallen“) bezeichnet in der Virologie das frühe Stadium einer Virusinfektion nach dem Zelleintritt und Uncoating und vor der Replikation. Während die Bezeichnung medizinisch auch für das Ausbleiben von Krankheitszeichen während der Inkubationszeit einer Infektionskrankheit steht,  ist eine Eklipse virologisch die Phase, während der in der infizierten Zelle keine produzierten Viruspartikel nachweisbar sind.
Kurz nach der Infektion einer Wirtszelle liegt ein Virus nicht mehr in seiner vormaligen infektiösen Form (Virion) vor, denn die virale Nukleinsäure wurde nun vom Kapsid oder Ribonukleoprotein und gegebenenfalls der Virushülle getrennt. Die hiermit erfolgte Freisetzung der Nukleinsäure aus dem Viruspartikel in das Zytoplasma der Zelle ist notwendig, damit virale Proteine hergestellt werden können und das Genom repliziert werden kann. Doch zunächst kann das virale Genom im Falle mancher Viren – bei Retroviren, einigen DNA-Viren (z. B. Adeno-assoziierte Viren) und temperenten Phagen – vorübergehend als DNA in das Genom der Wirtszelle integriert werden. Es kann so als Provirus bzw. Prophage in latenter Form vorliegen. Die Eklipse umfasst dann auch den lysogenen Zyklus, wenn vorhanden. Ein latentes Virus kann lange Zeit ruhen – Latenzzeit mit minimaler Genexpression und Replikation – und erst aufgrund von Immunreaktionen beiläufig reaktiviert werden, wie z. B. bei Herpes-simplex-Viren oder dem Varizella-Zoster-Virus, oder auch zufällig, wie z. B. bei HIV.
Die Eklipse ist definiert als das Stadium zwischen der Freisetzung des viralen Genoms nach Infektion und dem Beginn des Zusammenbaus neuer Viruspartikel. Während der Eklipse können noch keine infektiösen Viruspartikel in der Zelle nachgewiesen werden. Dieser Umstand wurde erstmals in den 1950er Jahren bei Bakteriophagen entdeckt und beschrieben.